# Sydney Guilaroff

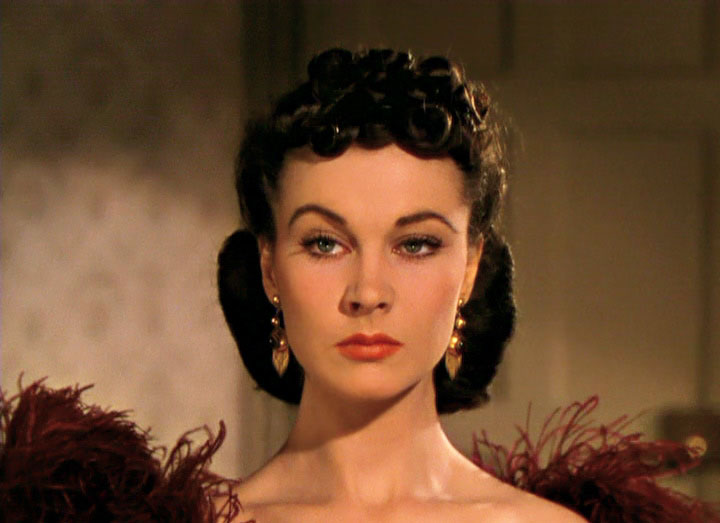
Vivien Leigh como Scarlett O'Hara em Gone With the Wind (1939).

Sydney Guilaroff (Londres, 2 de novembro de 1907 — Beverly Hills, 25 de maio de 1997) foi o cabeleireiro chefe da Metro-Goldwyn-Mayer. Ele trabalhou por 40 anos no estúdio de cinema, e atuou nos bastidores de mais de 200 filmes.

## Biografia
Nascido em Londres, filho de um casal russo, Sydney Guilaroff ganhou fama em Hollywood. Ele atuou nos bastidores de mais de 200 produções cinematográficas, e se tornou o primeiro cabeleireiro a ter seu nome nos créditos de um filme. Em 1930, Guilaroff foi responsável pelo icônico penteado de Louise Brooks, a maior estrela do cinema mudo na época.
De 1934 até o final da década de 1970, ele foi o cabeleireiro oficial dos estúdios MGM. Entre os filmes que participou destacam-se Ben-Hur, Quo Vadis, Camille, The Philadelphia Story, Some Like It Hot, Gentlemen Prefer Blondes e o que ele chamou de seu maior desafio, a produção de 1938, Marie Antoinette.

## Prêmios
- 39ª Edição Anual dos Primetime Emmy Awards (1987)
  - Emmy do Primetime: Penteado – Minissérie ou Telefilme (venceu)[3]